# Tirailleurs sénégalais à Madagascar
Pour un article plus général, voir Tirailleurs sénégalais.
Des tirailleurs sénégalais ont servi l'Empire colonial français dans la colonie de Madagascar. Ils jouent un rôle clé dans le maintien de l'ordre colonial de 1895 à 1958, ce qui mène aujourd'hui à une perception négative du « Sénégalais » par les Malgaches.

## Historique
Dès la conquête française de Madagascar, le régiment colonial de Madagascar compte un bataillon de tirailleurs haoussas. En juin 1896, ce régiment est réorganisé avec deux bataillons de tirailleurs africains et est renommé 3e régiment de tirailleurs sénégalais (3e RTS) en 1900. De 1896 à 1905, sous l'impulsion du général Joseph Gallieni, les tirailleurs sénégalais, majoritairement issus du Sénégal et du Soudan français, participent à la répression des révoltes malgaches anticoloniales. Les tirailleurs sénégalais sont considérés comme plus fiables que les tirailleurs malgaches recrutés localement. Le 3e RTS est dissous en 1911 mais des tirailleurs malgaches continuent de servir sur l'île, stationnés à Tananarive, Diégo-Suarez, Moramanga, Majunga, etc. Ils servent d'abord au sein des régiments de tirailleurs malgaches (1er, 2e et 3e RTM), réorganisés en 1er et 2e régiments mixtes de Madagascar (RMM) en 1926. Les tirailleurs sont également incités à s'installer à Madagascar après leur temps de service militaire. Ils se marient souvent avec des femmes malgaches.
Lors de l'invasion de l'île par les Alliés en 1942, les tirailleurs sénégalais forment notamment le 1er bataillon du 2e RMM qui combat en mai autour de Diégo-Suarez. Les tirailleurs sénégalais, après la reddition des forces françaises et leur envoi en Afrique du Sud, choisissent massivement de rejoindre les forces françaises libres pour éviter l'internement.
Les régiments mixtes de Madagascar sont recréés après-guerre avec un bataillon de tirailleurs sénégalais chacun. En mars 1947, après l'éclatement de l'insurrection malgache de 1947, des détachements de tirailleurs sénégalais sont envoyés en renfort et forment dès 1947 les bataillons de tirailleurs sénégalais de renfort (BTSR) no 1 et no 2. Deux autres bataillons sont formés en 1948, le BTSR no 3 avec des tirailleurs sénégalais déjà sur place et le BTSR no 4 venu de France. En 1949, les BTSR 1 et 2 sont dissous et les BTSR 3 et 4 deviennent BTS no 1 et 2. Le BTS no 1 est dissous en 1957, le BTS no 2 est transformé en bataillon d'infanterie de marine en 1958,.

## Mémoire
Madagascar compte de très nombreux descendants d'unions mixtes de tirailleurs sénégalais et de femmes malgaches. Ils portent généralement le nom d'origine de leur père. Ces populations sont stigmatisés et souvent rejetées par les Malgaches.
Par ailleurs, le « Sénégalais » est vu dans la conscience collective malgache comme un oppresseur,. Les Malgaches se distancient ainsi des autres Africains noirs.